# Notozomus maurophila
Notozomus maurophila är en spindeldjursart som beskrevs av Harvey 2000. Notozomus maurophila ingår i släktet Notozomus och familjen Hubbardiidae. Inga underarter finns listade i Catalogue of Life.